# Минимальный вес в боксе
Минимальный вес в боксе (англ. Miniflyweight, Minimumweight, Paperweight) — весовая категория в профессиональном боксе. Предел веса для дивизиона составляет 105 фунтов (47,627 кг).

## Действующие чемпионы мира
| Организация | Дата завоевания титула | Чемпион           | Рекорд         | Защиты титула |
| ----------- | ---------------------- | ----------------- | -------------- | ------------- |
| WBA         | 16 ноября 2024         | Оскар Колласо     | 12-0 (9 KO)    | 1             |
| WBC         | 31 марта 2024          | Мелвин Джерусалем | 24-3 (12 КО)   | 0             |
| IBF         | 28 июля 2024           | Педро Тадуран     | 18-4-1 (13 КО) | 0             |
| WBO         | 27 мая 2023            | Оскар Колласо     | 12-0 (9 KO)    | 5             |